# Бабенко Володимир Миколайович
Володи́мир Микола́йович Бабе́нко — капітан резерву Збройних сил України. Український військовик, політик, громадський діяч.

## Нагороди
Нагороджений орденом «За мужність» III ступеня за особисту мужність і героїзм, виявлені у захисті державного суверенітету та територіальної цілісності України, вірність військовій присязі під час російсько-української війни (26.2.2015).